# 氹仔隧道
氹仔隧道（葡萄牙語：Túnel da Taipa）是澳門最早通車，也是最短的一條隧道，於1974年落成通車。位於氹仔西北角，穿過小潭山，連接氹仔海洋花園大馬路和柯維納馬路。縮短由嘉樂庇總督大橋繞小潭山一圈而過之路途。

## 構成
隧道全長約48米，單管兩線雙向行車，行車線兩旁各設有一條行人路。

## 使用

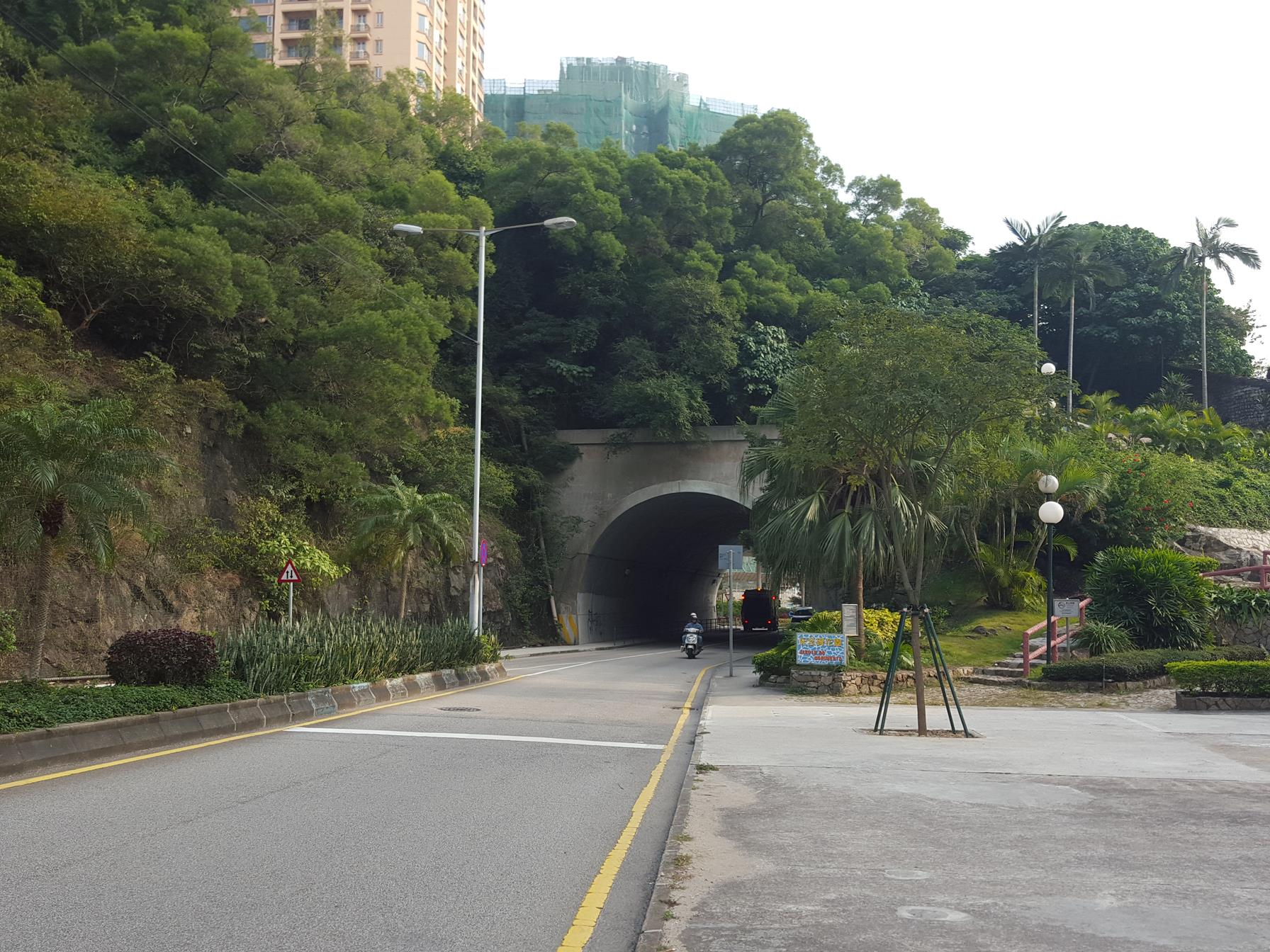
海洋花園大馬路入口

1974年隧道建成通車，開通初期效用不大，但自海洋花園建築群建成後及澳門賽馬會啟用後，該隧道使用率大大增加，海洋花園住客入市區購物或去賽馬會、澳門運動場可省去許多時間，澳門市民要去賽馬會亦可省去不少路程。
2005年11月1日，隧道封閉並展開大規模的維修和翻新工程，更新照明系統及重鋪瀝清路面，以及加固鄰近隧道的山坡。在封閉期間曾在海洋花園與氹仔海濱花園之間開辟了一條臨時路。2006年12月1日，翻新工程完畢並重新恢復通車。

## 途經公共巴士路線
澳巴：
11、35、36、52、71、MT2、N5
新福利：
15、26、34、MT4